# Psychophysisches Niveau

Psychophysisches Niveau, das durch die Abgrenzung zwischen blauer und roter Zone veranschaulicht wird.

Das psychophysische Niveau ist zunächst ein Begriff der rationalen Psychologie, welcher die Grenze zwischen bewussten und unbewussten Körperabläufen im Gehirn zu umschreiben sucht, vgl. → Leib-Seele-Problem. Damit können beide Bereiche sowohl begrifflich voneinander abgegrenzt als auch durch Aufzeigen von Relationen miteinander verbunden werden, vgl. → psychophysische Korrelation. Der abgrenzende Begriff setzt damit auch eine Lokalisationsvorstellung voraus, wie sie in der Neurologie üblich ist.– Ohne solche rein begriffliche Abgrenzung ist z. B. eine physiologisch orientierte Wahrnehmungspsychologie nicht möglich, siehe auch die Grundbegriffe der Wahrnehmungstheorie. Psychophysisches Niveau ist als theoretisch gedachte Grenzlinie Konstruktion und zählt damit zu den sog. psychophysischen Modellen, siehe auch → Psychophysik. Solche Modelle versuchen die körperliche und psychische Topologie miteinander zu verbinden, auch wenn der Bereich des ZNS, in welchem die physiologischen Vorgänge des Bewusstseins stattfinden, bisher nicht genau umschrieben werden kann.

## Zur Forschungsgeschichte
Der Begriff des psychophysischen Niveaus setzt meist eine hierarchische funktionelle Gliederung voraus. Diese ist Gegenstand einer Niveau- oder Schichtenlehre, wie sie beispielsweise Pierre Janet (1859–1947) in seiner „psychologie de la conduite“ vertreten hat. Die sog. geistige Spannung eines Menschen entspricht einem bestimmten hierarchischen Niveau. Über eine hohe geistige Spannung verfügt, wem es leicht fällt, in der Hierarchie hochstehende Handlungen häufig und gewissenhaft auszuführen. Zu einer stufenweisen Absenkung dieses Niveaus (abaissement du niveau mental) kommt es bei Neurosen und Psychosen. Janet übte Kritik an der Psychoanalyse, indem er auf ihre Ursprünge in der französischen Psychologie hinwies. Der Begriff „psychophysisches Niveau“ wurde von dem Gestaltpsychologen Wolfgang Köhler (1887–1967) erstmals 1920 im Zuge seiner hirnphysiologischen Gestalttheorie (→ Isomorphismus) verwendet. Wolfgang Metzger (1899–1979) hat diese Forschungen 1941 rezipiert und weiterbetrieben. Er setzt voraus, dass alles Psychische bewusst und das Bewusste psychisch ist. Übergänge und Zusammenhänge zwischen Bewusstsein und Unbewusstem werden dabei nicht berücksichtigt.

## Forschungsziele
In empirisch-psychologischer Hinsicht handelt es sich um eine Begriffswahl, die auf eine vermutete anatomisch-topographische Beschreibung neuronaler Zustände mit oder ohne Bewusstseinsqualität gerichtet ist. Hierbei geht es nicht nur um feste und daher um topographisch eindeutig bestimmte Strukturen des Gehirns, sondern möglicherweise auch um rein funktionelle Zustandsformen, also um fließende Grenzen, die z. B. von der Aufmerksamkeit oder von phylogenetischen und ontogenetischen Faktoren abhängen. Es kann als eine gesicherte und auch unmittelbar einleuchtende Tatsache gelten, dass nicht alle nervlichen Aktivitäten von unserem Bewusstsein registriert und erst recht nicht gesteuert werden können. So sind z. B. bei einem Wahrnehmungsvorgang nur die neuronalen Prozesse im kortikalen Endabschnitt von Bewusstsein begleitet. Die Vorgänge im Sinnesorgan und in den Leitungsbahnen dagegen liegen außerhalb des psychophysischen Niveaus.

## Physiologische Fragestellung
Viele nervöse Abläufe werden automatisch und daher unbewusst gesteuert, vgl. Vegetativum. Die Frage stellt sich somit, welche Hirnregionen für den Zustand des wachen Bewusstseins zuständig und hierfür als unerlässlich anzusehen sind. „Nur diejenigen Prozesse in den Nervenbahnen und überhaupt im Nervensystem des körperlichen Bewusstseins sind bewusstseinsfähig und können eine Wahrnehmung oder Empfindung konstituieren, die sich im psychophysischen Niveau abspielen.“ Das psychophysische Niveau ist daher als eine in sich geschlossene Grenzlinie innerhalb des Gehirns zu verstehen. Alle außerhalb dieser Grenzlinie ablaufenden nervlichen Vorgänge sind damit als „erlebnistranszendent“ zu bezeichnen. Es versteht sich, dass diese Grenzlinie nicht als eine fest umrissene anatomische Struktur zu betrachten ist. Vielmehr muss sie als fließend je nach Grad der Bewusstseinshelligkeit (Vigilität), Ermüdung, Aufmerksamkeit oder Motivationsbereitschaft in einer bestimmten Situation angesehen werden. Da sie demnach von subjektiven Faktoren abhängt, muss sie als Gegenstand der Wahrnehmungsphysiologie und Wahrnehmungspsychologie gelten. Das psychophysische Niveau ist also der neurophysiologische Grundbegriff dazu, was die Neuroanatomie mit animalem Nervensystem bezeichnet. Es ist daher auch anzunehmen, dass es sowohl fest umrissene als auch fließende Kriterien für die beabsichtigte Objektivierung des Bewusstseins gibt.

## Empirische Bestätigungen der psychophysischen Modellvorstellung
Als Bestätigung der psychophysischen Modellvorstellung sind Ergebnisse aus der Elektroenzephalographie (EEG-Untersuchung) als neurophysiologisches Untersuchungsverfahren anzusehen. Es wurde zuerst 1924 vom Hans Berger praktiziert und später auch wissenschaftlich beschrieben und ausgewertet. Eine der grundlegenden aus diesem Verfahren gewonnenen Tatsachen und Erfahrungen ist die Korrelation des sog. α-Rhythmus von 8–12 Hz (Alpharhythmus) mit dem wachen Bewusstsein. Die sog. α-Wellen können bevorzugt über den occipitalen, temporalen und parietalen Ableitungen registriert werden, d. h. über allen denjenigen Hirnregionen, die als ausschließlicher Sitz der sensorischen Projektionszentren bekannt sind, vgl. Sensorium. Im Schlaf dominieren dagegen langsamere Wellen aus dem θ- und δ-Band (<8 Hz). Bereits während des Einschlafstadiums (B-Stadium) verschwinden die α-Wellen aus dem Hirnstrombild. Durch Einnahme von das Bewusstsein dämpfenden und beruhigenden Medikamenten werden über den vorderen Hirnregionen auftretende β-Wellen (>13 Hz) registriert. Dazu gehören u. a. Barbiturate, Carbamide, Carbamate, Benzodiazepinderivate, Primidon, Trimethadion und Meprobamat. Auch bei Epilepsien, die bekanntlich mit der Gefahr des Bewusstseinsverlusts im epileptischen Anfall einhergehen, werden häufig spezifische Hirnstromabläufe registriert, die sog. Anfallspotentiale.

## Weiterführende Literatur
- F. S. Rothschild: Die Symbolik des Hirnbaus. 1935.
- D. E. Wooldridge: Mechanik der Hirnvorgänge. 1967.
- S. A. Sarkissow: Grundriß der Struktur und Funktion des Gehirns. 1967;
- Hartwig Kuhlenbeck: Gehirn und Bewußtsein. 1973.